# اتا توکان
اتا توکان (Eta Tucanae) یک ستاره است که در صورت فلکی توکان قرار دارد.